# Темекјула (Калифорнија)
Темекјула (енгл. Temecula) град је у америчкој савезној држави Калифорнија. По попису становништва из 2010. у њему је живело 100.097 становника.

## Географија
Темекјула се налази на надморској висини од 358,14 m. Према Бироу за попис становништва Сједињених Америчких Држава, заузима укупну површину од 78,133 km², од чега је копно 78,092 km², а вода 0,042 km².

### Клима
| Клима (Темекјула)          | Клима (Темекјула) | Клима (Темекјула) | Клима (Темекјула) | Клима (Темекјула) | Клима (Темекјула) | Клима (Темекјула) | Клима (Темекјула) | Клима (Темекјула) | Клима (Темекјула) | Клима (Темекјула) | Клима (Темекјула) | Клима (Темекјула) | Клима (Темекјула) |
| Показатељ \ Месец          | .Јан.             | .Феб.             | .Мар.             | .Апр.             | .Мај.             | .Јун.             | .Јул.             | .Авг.             | .Сеп.             | .Окт.             | .Нов.             | .Дец.             | .Год.             |
| -------------------------- | ----------------- | ----------------- | ----------------- | ----------------- | ----------------- | ----------------- | ----------------- | ----------------- | ----------------- | ----------------- | ----------------- | ----------------- | ----------------- |
| Средњи максимум, °C (°F)   | 20,8 (69,4)       | 19,8 (67,6)       | 21,9 (71,4)       | 22,7 (72,9)       | 25,5 (77,9)       | 28,3 (82,9)       | 32,2 (90)         | 33 (91)           | 32,1 (89,8)       | 27,5 (81,5)       | 23,8 (74,8)       | 20,3 (68,5)       | 25,8 (78,4)       |
| Средњи минимум, °C (°F)    | 4,7 (40,5)        | 5,6 (42,1)        | 7,2 (45)          | 8,7 (47,7)        | 11,7 (53,1)       | 13,6 (56,5)       | 16,4 (61,5)       | 16,4 (61,5)       | 14,9 (58,8)       | 11,6 (52,9)       | 7,2 (45)          | 4,3 (39,7)        | 10,2 (50,4)       |
| Количина падавина, mm (in) | 65,8 (25,91)      | 94 (37)           | 28,7 (11,3)       | 22,9 (9,02)       | 6,4 (2,52)        | 0,8 (0,31)        | 2 (0,8)           | 1,3 (0,51)        | 1,8 (0,71)        | 23,9 (9,41)       | 33,8 (13,31)      | 78 (30,7)         | 359,2 (141,42)    |
| [ тражи се извор ]         |                   |                   |                   |                   |                   |                   |                   |                   |                   |                   |                   |                   |                   |

## Демографија
Према попису становништва из 2010. у граду је живело 100.097 становника, што је 42.381 (73,4%) становника више него 2000. године.
|                   | 2010.            | 2000.           |
| Укупно            | 100 097 (100,0%) | 57 716 (100,0%) |
| Белци             | 57 246 (57,19%)  | 40 007 (69,32%) |
| Хиспаноамериканци | 24 727 (24,70%)  | 10 974 (19,01%) |
| Азијати           | 9 765 (9,756%)   | 2 728 (4,727%)  |
| Остали            | 4 227 (4,223%)   | 2 033 (3,522%)  |
| Афроамериканци    | 4 132 (4,128%)   | 1 974 (3,420%)  |